# Ičan Kala
Ičan Kala je malé opevněné vnitřní město v uzbeckém městě Chiva. Zahrnuje více než 250 starých domů a dalších asi 50 památek, jejichž výstavba spadá převážně do 18.–19. století. K dominantám města patří vysoké kamenné vstupní brány. V roce 2001 bylo Ičan Kala zařazeno na Seznam světového dědictví UNESCO.

## Fotogalerie

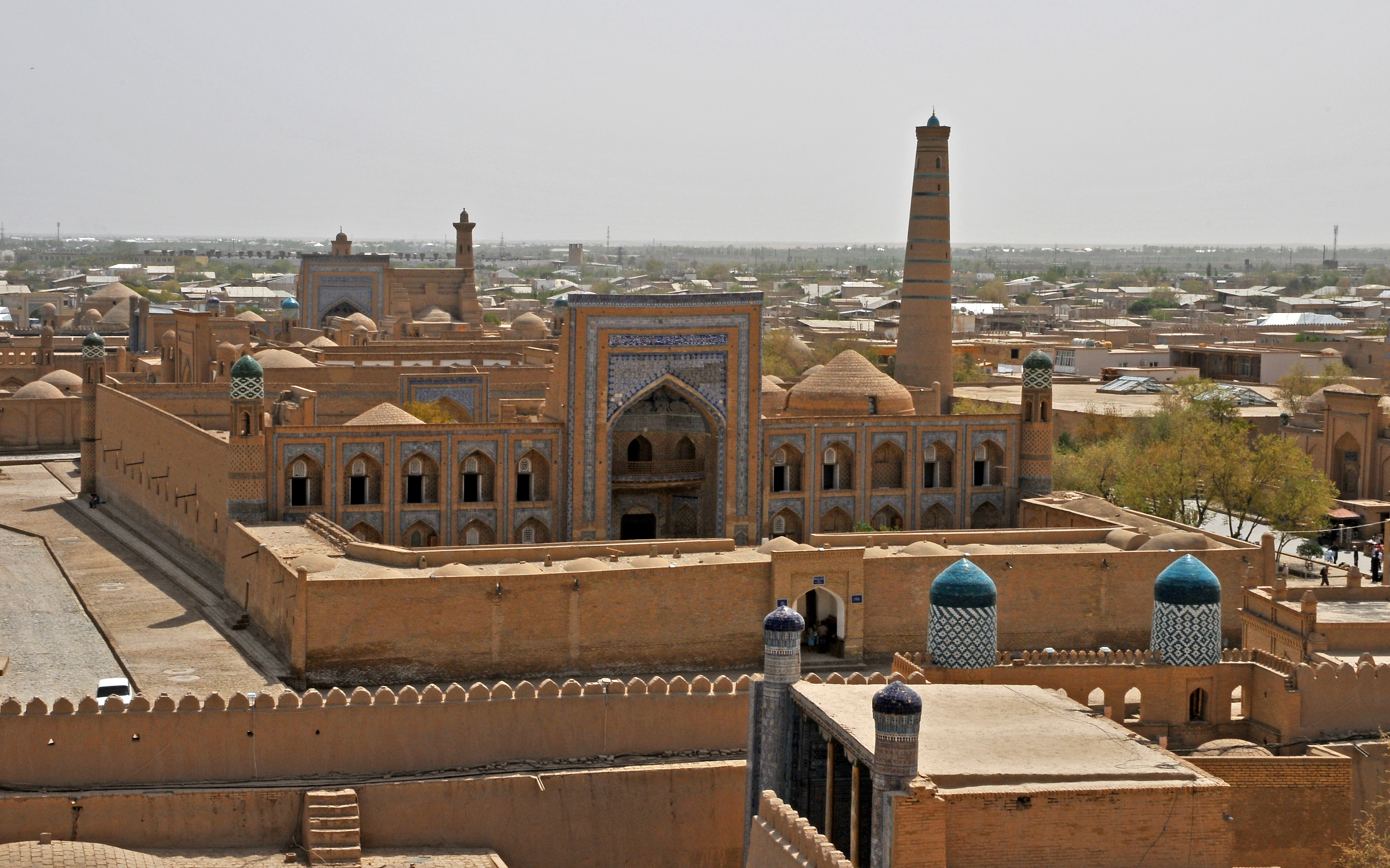
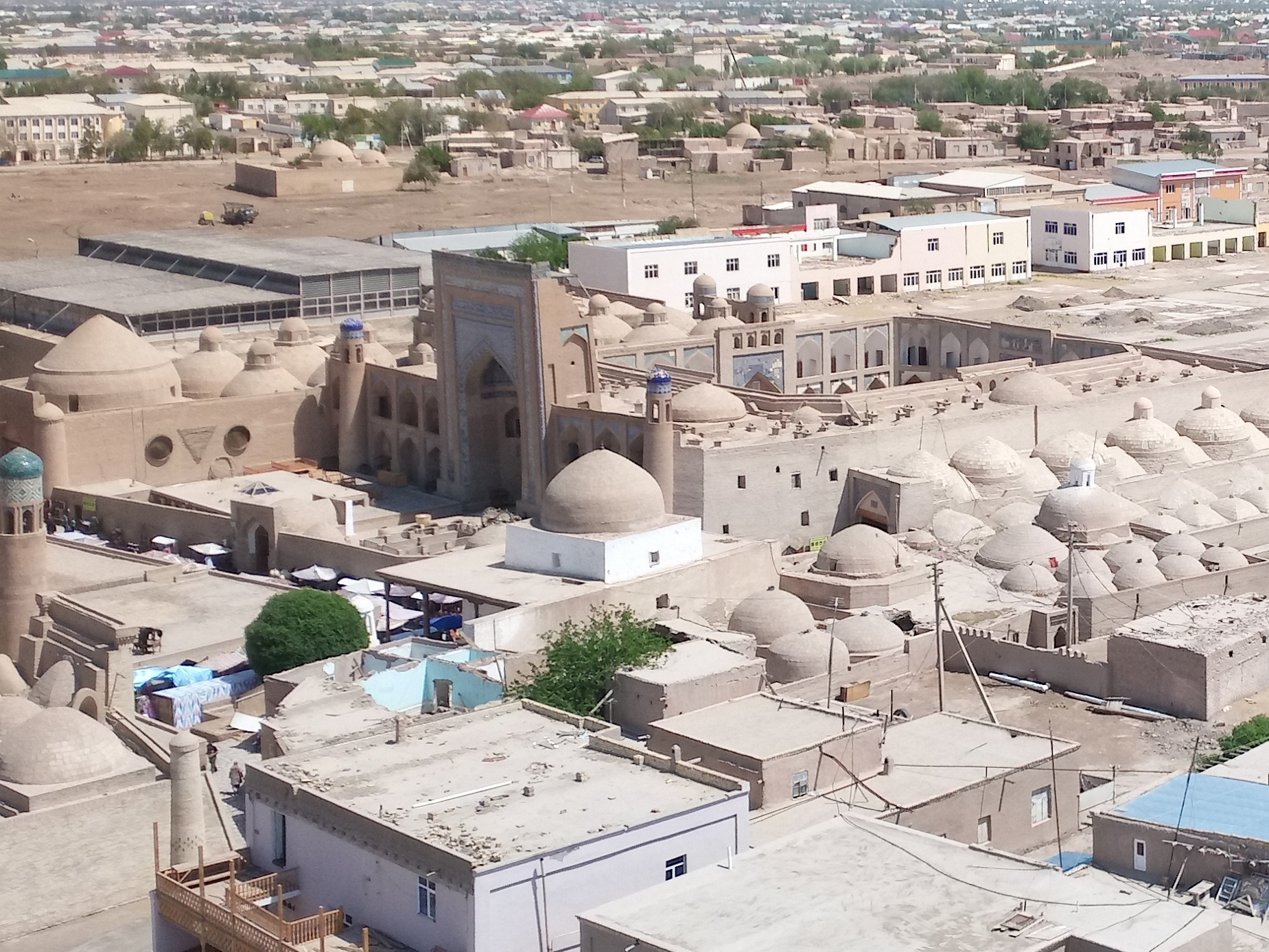
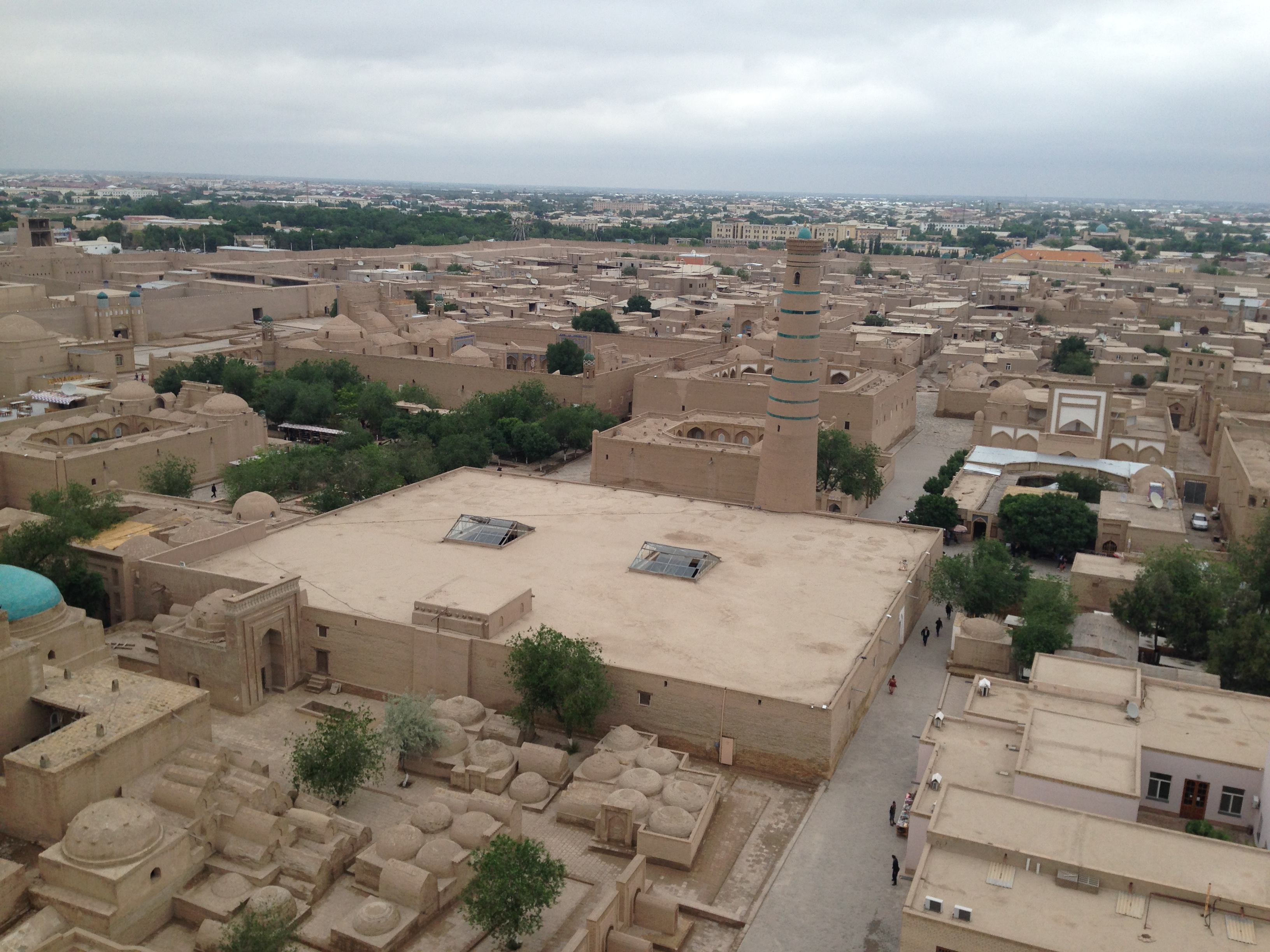
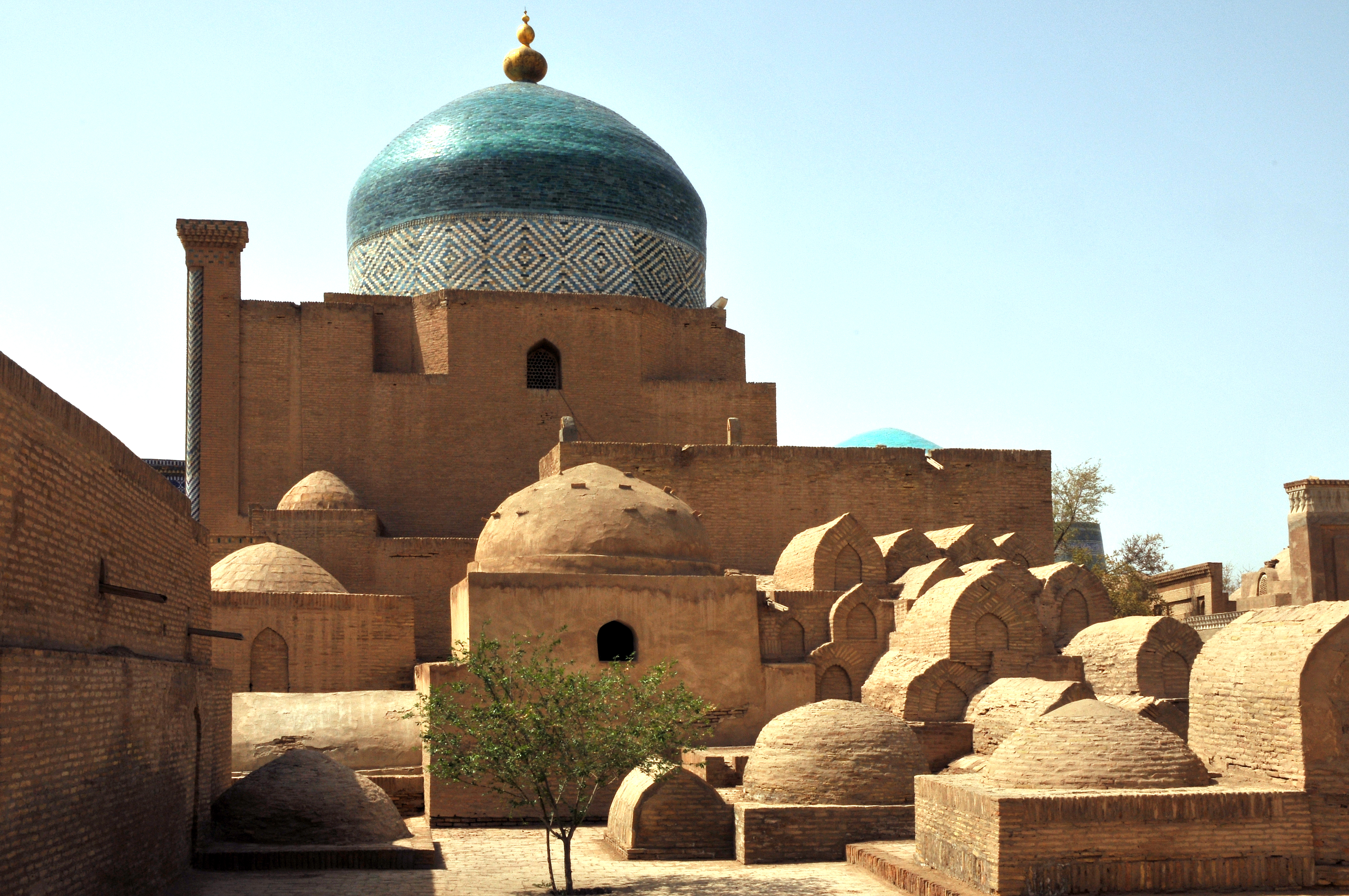
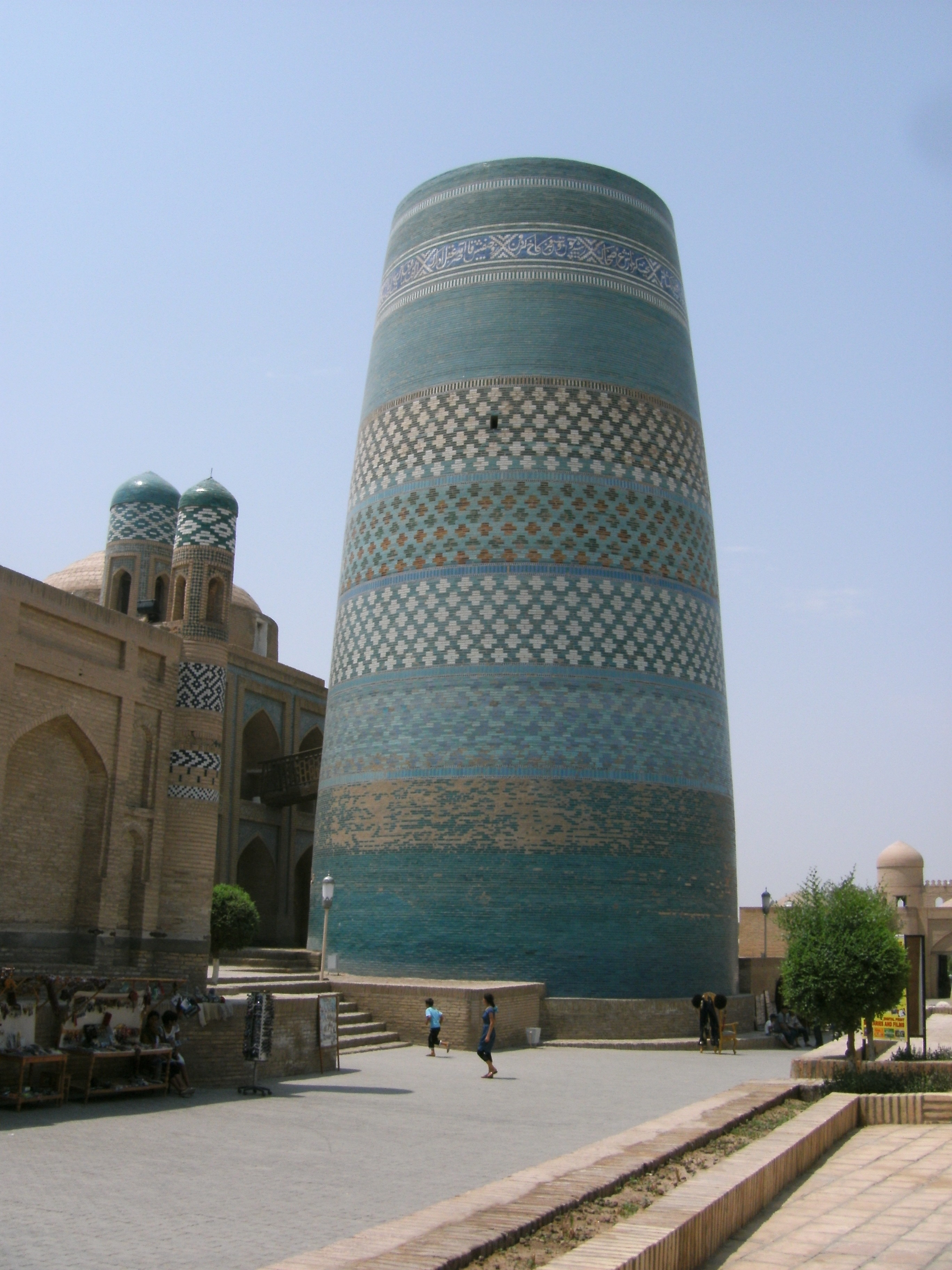